# Прапор Ічкінського району
Прапор Ічкінського району затверджений 25 лютого 2011 року рішенням № 19 Совєтської районної ради.

## Опис
Прямокутне полотнище із співвідношенням ширини до довжини 2:3, яке складається з двох рівновеликих вертикальних смуг – червоної (від древка) і синьої. У центрі – жовтий пшеничний сніп, перев’язаний стрічкою.

## Значення символіки
Проект прапора побудований на основі елементів герба Совєтського району і несе його символіку.